# Chris Barrie
Chris Barrie (* 28. března 1960 Hannover, Německo), rodným jménem Christopher Jonathan Brown, je britský herec. Proslavil se především rolemi Arnolda Rimmera v seriálu Červený trpaslík a Gordona Brittase v seriálu The Brittas Empire (charakter postavy je velmi podobný charakteru Rimmera).
Narodil se v německém Hannoveru, studoval na metodistické koleji v Belfastu, polytechniku v Brightonu nedokončil. Pracoval v supermarketech, později začal svou hereckou kariéru v televizní show Davida Essexe. V roce 1987 se v epizodní roli objevil v sitcomu Černá zmije. Přelom v jeho kariéře nastal o rok později, kdy se začal vysílat sci-fi sitcom Červený trpaslík, v němž Barrie hrál jednu z hlavních postav, druhého technika Arnolda J. Rimmera. V letech 1991–1997 účinkoval v sitcomu The Britass Empire v roli Gordona Britasse. Ztvárnil také sluhu ve filmech Lara Croft – Tomb Raider a Lara Croft – Tomb Raider: Kolébka života.